# Elaeocarpus polycarpus
Elaeocarpus polycarpus är en tvåhjärtbladig växtart som beskrevs av Otto Stapf och Henry Nicholas Ridley. Elaeocarpus polycarpus ingår i släktet Elaeocarpus och familjen Elaeocarpaceae. Inga underarter finns listade i Catalogue of Life.